# 1881 w polityce

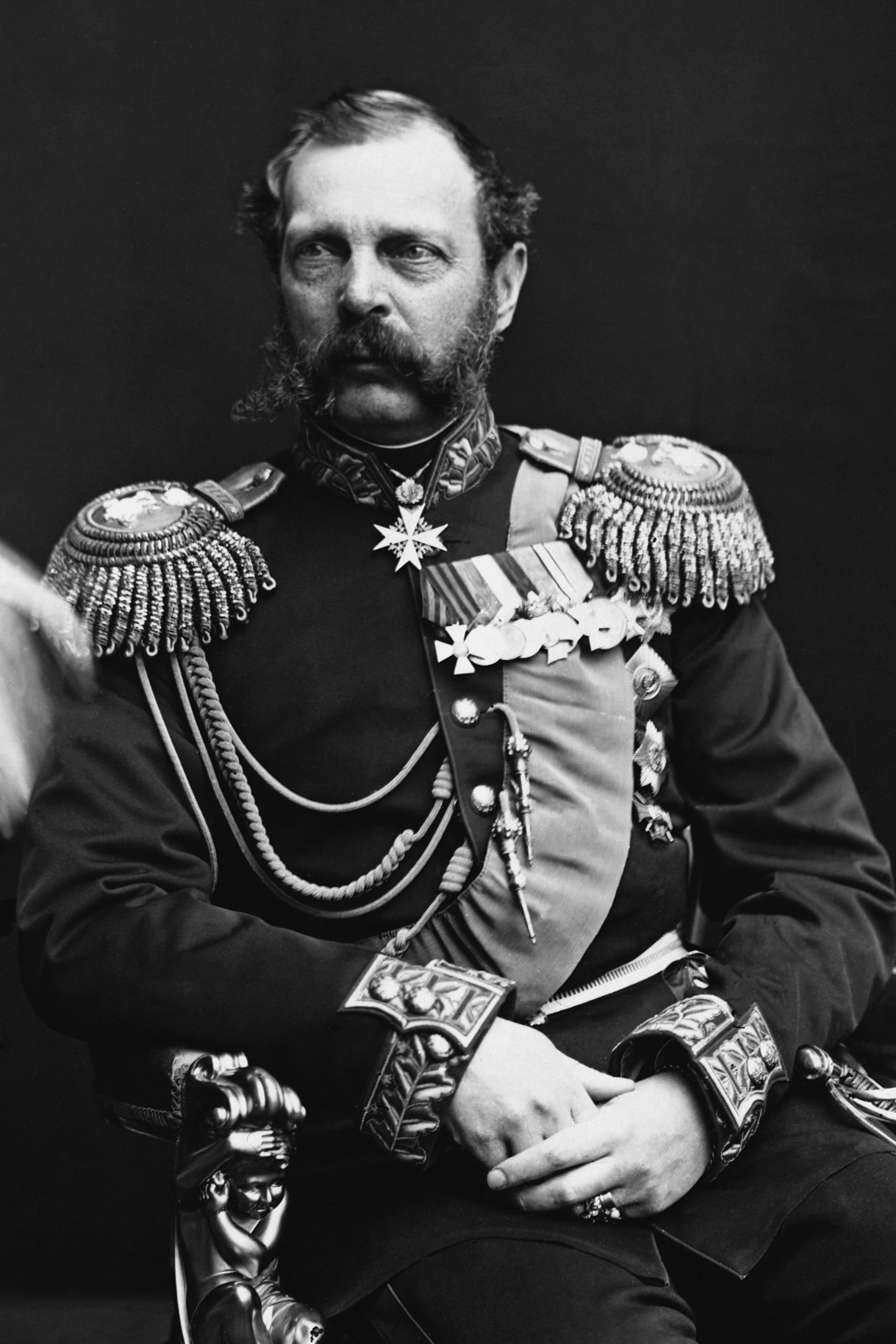
Aleksander II Romanow

Wydarzenia polityczne w 1881 roku.

## Wydarzenia
- 13 marca car Rosji Aleksander II Romanow zginął wskutek eksplozji bomby podłożonej przez terrorystę[1].

## Zmarli
- 10 stycznia Friedrich Wilhelm Clausewitz pruski wojskowy[2].